# Styrax glabrescens
Styrax glabrescens là một loài thực vật có hoa trong họ Bồ đề. Loài này được Benth. miêu tả khoa học đầu tiên năm 1840.